# 얀 브레이덜 스타디온
얀 브레이델 스타디온(네덜란드어: Jan Breydelstadion)은 벨기에 브뤼헤에 위치한 경기장으로, 클뤼프 브뤼허와 세르클러 브뤼허의 홈 구장으로 사용되고 있다. 경기장 이름은 1302년 7월 11일에 일어난 황금 박차의 전투 당시 플란데렌 도시 연합군의 지휘관이었던 얀 브레이덜에서 유래된 이름이다.
1975년 개장했으며 29,042명을 수용할 수 있다. 1999년 이전까지와 UEFA 유로 2000 당시에는 "올림피아스타디온"(Olympiastadion)이라는 이름을 사용했으며 개장 당시에는 18,000명을 수용할 수 있었다.